# Guardian Heroes
Guardian Heroes (ガーディアン ヒーローズ, Gādian Hīrōzu) é um jogo eletrônico do gênero beat 'em up, produzido pela desenvolvedora de jogos eletrônicos japonesa Treasure e publicado pela Sega, lançado para Sega Saturn em 1996. Guardian Heroes é um jogo de luta side scrolling em duas dimensões como Final Fight ou Golden Axe, mas com elementos de RPG; a equipe de desenvolvimento chegou a descrever o jogo como um "RPG de luta". Uma sequência foi lançada para Game Boy Advance chamada Advance Guardian Heroes.
O jogo permite que o jogador altere a história a partir de suas ações; ações como escolher um de diversos caminhos possíveis mudam o final do jogo, assim como matar civis e inimigos gera modificações no medidor de carma. A música do jogo foi composta por Hideki Matsutake, um antigo membro da banda Yellow Magic Orchestra, e Nazo Suzuki. É considerado um clássico cult do gênero beat 'em up.

## Jogabilidade
Além do modo Story, o jogo inclui um modo versus que suporta até seis jogadores em combate usando qualquer um dos personagens principais (e também monstros, chefes e civis desbloqueados) em batalhas com tempo ou até a morte.
Os jogadores ganham pontos de experiência a cada cena, e entra as cenas podem melhorar e customizar seus personagens nos seis atributos: Força (determina o dano físico por acerto e a distância que os inimigos voam quando o jogador os acerta), Vitalidade (determina a Vida), Inteligência (rege o tamanho e força das magias), Mentalidade (determina quanto de Pontos de Magia o jogador tem e quão rápido ela pode se recuperar), Agilidade (determina a velocidade em que os personagens podem fazer ataques físicos e mágicos) e Sorte (modifica o dano que os jogadores dão e recebem, além de melhorar a seleção de magias da Nicole).
O modo story tem múltiplas rotas. Os jogadores podem escolher aonde eles irão e o que farão após cada estágio. Diferentes rotas levam a diferentes finais, chefões e estágios.
O campo de batalha apresenta múltiplos planos. Inicialmente, o jogador só consegue acessar três planos de combate: um plano anterior, um do meio e um outro posterior. O jogador pode trocar entre os planos na ordem sequencial, ou à escolha do jogador de acordo com o botão pressionado. Frequentemente pode se trocar de plano como uma ação evasiva.

## História
Muito antes dos acontecimentos do jogo, um ser supermo criou o universo para encontrar os melhores guerreiros, para que o servissem como soldados pessoais. Durante esse período, os humanos simplesmente seguiam suas vidas com medo da batalha travada pelos espíritos do céu e os da terra. Com o passar do tempo, os espíritos do céu decidem garantir poderes incríveis aos humanos, transformando muitos deles em poderosos feiticeiros. Com tais recursos, os magos humanos se unem aos espíritos da terra e conseguem banir todos eles para a escuridão. Logo após o ocorrido, os espíritos do céu passam a temer os magos humanos e os banem para a mesma escuridão que abriga os espíritos da terra. Assim, a humanidade se vê obrigada a seguir uma abordagem mais física em sua vida e a Era da Espada tem início.
Um dos magos humanos, Kanon, consegue escapar de sua prisão com os espíritos da terra e decide se vingar dos espíritos do céu. Ele faz uma proposta aos Khans, que são destruídos ao negá-la e substituídos por um reino de feiticeiros. Nem tudo é perfeito no plano de Kanon, apesar de tudo: uma profecia do antigo rei relata que a Era da Espada chegará ao fim em breve, e que uma dessas espadas traria ao fim o reino de Kanon. Por isso, Kanon proíbe o uso de espadas em seu reino, mas não sabe da existência de uma espada pertencente ao um guerreiro anônimo que lutou até a morte durante o ataque de Kanon. Além disso, a antiga princesa, Serena, sobreviveu, e reúne um bando de cavaleiros para tentar trazer um fim à opressão de Kanon.

### Personagens
Os personagens principais de Guardian Heroes são:
- Samuel Han: Ex-membro dos Cavaleiros Reais. Personagem focado em força que começa a história principal com uma espada lendária, que encontrou e retirou de algumas rochas enquanto caminhava na floresta. Sua magia é baseada em fogo.

- Randy M. Green: Feiticeiro que viaja com Nando, um familiar parecido com um coelho que luta ao seu lado. Randy é um personagem focado em magia e velocidade, capaz de usar poderes de vento, gelo, fogo e relâmpago. Seus ataques físicos são rápidos e voltados para recuperação de MP. O mestre de Randy aparece no jogo, mas não é um dos personagens jogáveis.

- Ginjiro Ibushi: Um ninja em busca da Muramasa, uma espada tão poderosa que adquiriu alma própria. Ginjiro é um personagem rápido e forte, com ataques equilibrados que se concentram em saltos longos e ataques rápidos para recuperação de MP. Sua magia é focada em danos elétricos.

- Nicole Neil: Nicole é uma clériga de visão de mundo otimista. Ela é uma personagem focada em cura que luta com um cajado. Embora possua alguns feitiços ofensivos, a maioria deles é aleatória e não muito forte – sua principal estratégia é curar ferimentos e bloquear ataques com um campo de força mágico.

- Serena Corsaire: Serena é comandante da uma das equipes dos Cavaleiros Reais e parece saber sobre a espada lendária de Han. É uma personagem forte que luta com uma combinação de ataques corpo a corpo e magia baseada em gelo, mas não está disponível no início do jogo.

## Desenvolvimento
De acordo com o antigo designer da Treasure, Tetsuhiko "Han" Kikuchi, os jogos Fill-in-Cafe, Mad Stalker: Full Metal Force, e o Alien VS. Predator, um jogo de arcade da Capcom, foram as principais inspirações para o design de Guardian Heroes'. Quando perguntados sobre o motivo da Treasure ter escolhido desenvolver um jogo 2D quando as vendas de jogos de video game eram dominantemente de jogos 3D, e quando quase todos os desenvolvedores de jogos para Saturn focavam estritamente em jogos 3D, um representante da Treasure comentou: "a Treasure desenvolveu um conhecimento gigantesco com o uso de sprites 2D. É uma vantagem que nós gostaríamos manter... Não, nós não pensamos que isso seria arriscado. Na verdade, o risco existe ao tentar criar um jogo novo. Há muitas companhias que tentaram e falharam em criar bons jogos 3D. E outra, jogos 2D e 3D podem coexistir sem problemas."
Para o lançamento no XBLA, Tetsuhiko Kikuchi voltou para criar novas ilustrações e ajudar no desenvolvimento.